# Аои, Ю
Ю Аои (яп. 蒼井 優 Аои Ю:, род. 17 августа 1985 года в Касуге, преф. Фукуока, Япония) — японская актриса и модель. На большом экране дебютировала в фильме режиссера Сюндзи Иваи[en] «Всё о Лили Чоу-Чоу» в 2001 году. Впоследствии она сыграла Тэцуко Арисугаву в фильме «Хана и Алиса» (2004), также снятым Иваи, Кимико Танигаву в фильме «Девушки, танцующие хулу»[en] и Хагуми Ханамото в экранизации манги «Мёд и клевер» 2006 года.

## Биография

### Ранняя карьера
Официально она дебютировала в 1999 году в пьесе «Энни», где сыграла роль Полли, после чего в 2000 году снялась в телешоу Oha Suta (The Super Kids Station). Год спустя она дебютировала в фильме Сюндзи Иваи «Всё о Лили Чоу-Чоу» в роли Cиори Цуды вместе с Хаято Итихарой[en], Сюго Осинари[en], Аюми Ито и Мивако Итикавой[en]. После окончания съёмок она вместе с подругой — актрисой Аои Миядзаки появилась в ленте «Белое и синее — голубое» (Ao to Shiro de Mizuiro). Помимо работы в дорамах и фильмах, Ю Аои также успешно сотрудничала с рекламными корпорациями, такими как Sony, Yamaha, DoCoMo, Toshiba и Coca-Cola.
В 2003 году, в знак 30-летия KitKat в Японии, Сюндзи Иваи снял серию короткометражных фильмов с участием Аой Ю и Ан Судзуки, которые впоследствии были расширены в художественный фильм под названием «Хана и Алиса», принесший Аои награду за лучшую женскую роль на Премии профессионального японского кино.

### 2005—2007
В 2005 году Аои сыграла свою первую главную роль на большом экране в «Письмах из Нираи Канаи», который показывался в Корее с альтернативным названием «Письмо Ю Аои» из-за её популярности. У неё также были второстепенные роли в фильме Сатоси Мики[en] «Черепахи удивительно быстрые пловцы» с Дзюри Уэно в главной роли, и «Ямато» с Сидо Накамурой и Кэнъити Мацуямой. Эта второстепенная роль принесла ей одну из двух номинаций на лучшую женскую роль второго плана на церемонии премии Японской киноакадемии в 2007 году.
Затем она снялась в ленте «Девушки, танцующие хулу»[en], которая по сей день считается её лучшей работой. Аои также озвучила Сиро в анимационном фильме «Железобетон» от режиссера Майкла Ариас, адаптации к манге Тайё Мацумото.
В течение этих лет она снималась в рекламе для Nintendo, Canon, Shiseido Cosmetics, Shueisha Publishing, Kirin Beverage и продолжала поддерживать DoCoMo. Аои также выпустила два фотоальбома с фотографиями Ёко Такахаси, которые были распространены Rockin’on: «Дорожный Песок» (Travel Sand) в 2005 году и «Одуванчик» (Dandelion) в 2007 году.
В 2007 году она приняла участие в экранизации манги из серии «Знаток муси» вместе с Джо Одагири, а также в фильмах «Не смейтесь над моей любовью» и «Добро пожаловать в тихий зал»[en] с Юки Утидой, и вернулась на сцену, чтобы сыграть Дездемону в шекспировском «Отелло». Чтобы сыграть Мики, персонажа с расстройством пищевого поведения, Аои похудела на 7 кг.

### 2008 – настоящее время

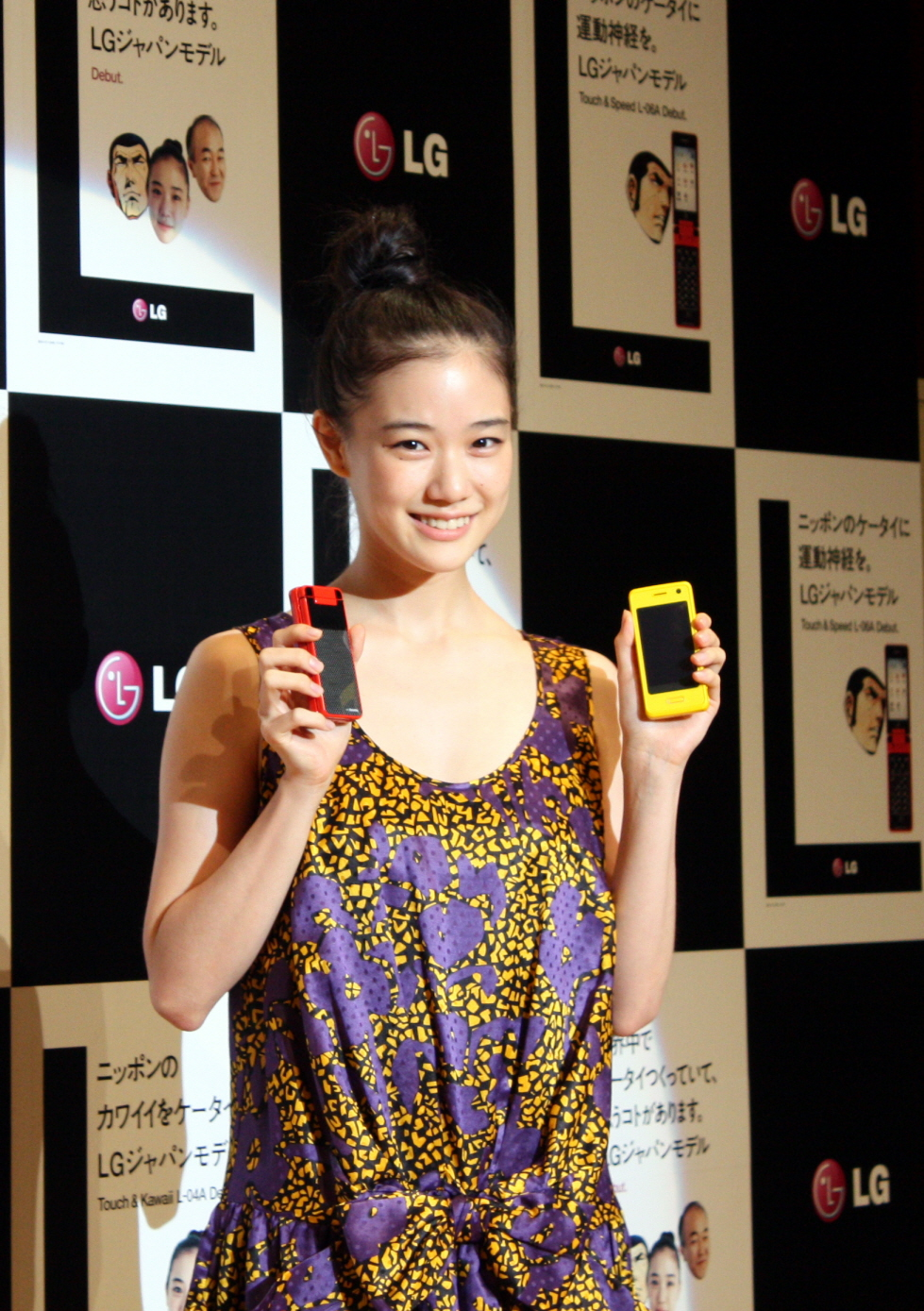
Ю Аои на выставке LG в 2009 году

Ю появилась в экспериментальной драме «Камуфляж» (Aoi Yu x 4 Lies), в которой сотрудничала с четырьмя разными режиссёрами, исследующими тему лжи. Сериал длился 12 эпизодов и включал в себя работу с Рё Касэ, Ёити Нукумидзу, Соко Икэдзу, Нобухиро Ямаситой и Юки Танадой.
Пару месяцев спустя Аои подписала контракт с NTV, чтобы сыграть свою первую ведущую роль Ханды Сэн в экранизации манга-сериала Сёты Кикути Osen, которая вышла в эфир до конца июня с десятью эпизодами.
Затем Aои сыграла в «Девушке за миллион иен», написанной режиссёром «Камуфляжа» Юки Танадой и также выпущенным WOWOW. Это была её последняя ведущая роль в кино после «Письма из Нираи Канаи» в 2005 году. Она снималась в японском фильме «Лучшие пожелания завтрашнего дня», посвящённом Второй мировой войне, а также в международном «Токио!» — коллекции из трёх короткометражных фильмов Мишеля Гондри, Леоса Каракса и Пон Джун Хо.
В 2009 году Министерство образования, культуры, спорта, науки и технологий Японии назвало Аои «Новичком года» в области кино в средствах массовой информации и изобразительных искусств, сославшись на её дебют в фильме «Все о Лили Чоу-Чоу», до её работы в «Девушке за миллион иен». Позже, в том же году, Аои озвучила Икэтяна в фильме «Икэтян и я», адаптации одноимённой иллюстрированной книги Риэко Сайбары, а также сыграла второстепенные роли в картинах «Хонока Бой» Ацуси Санады и «Младший брат» Ёдзи Ямады. На следующий год Аои снялась в фильме Рюити Хироки «Дерево, расколотое молнией». Позже она появилась в «Вампире», «Бродяге Кэнсине» и в драматической телесериале Киёси Куросавы «Покаяние» 2012 года.
3 июня 2019 года Аои вышла замуж за комика Рёту Ямасато. В 2022 году у них родилась дочь.

## Фильмография

### Фильмы
| Год  | Фильм                                        | Роль                                 | Режиссер            |
| ---- | -------------------------------------------- | ------------------------------------ | ------------------- |
| 2001 | «Все о Лили Чоу-Чоу»                         | Сиори Цуда                           | Сюндзи Иваи         |
| 2002 | «Вредное насекомое»                          | Нацуко                               | Сёта Акихико        |
| 2003 | «Неудачник поневоле»                         | Девушка Харады                       | Су-Ён Гу            |
| 2003 | 1980                                         | Рика Хасиба                          | Кералино Сандорович |
| 2004 | «Хана и Алиса»                               | Тэцуко (Алиса) Арисугава             | Сюндзи Иваи         |
| 2004 | Mask de 41                                   | Харука Курамоти                      | Тайси Мурамото      |
| 2004 | «Морская кошка»                              | Мия Нода                             | Ёсимицу Морита      |
| 2005 | «Тецуджин 28»                                | Мами Татибана                        | Син Тогаси          |
| 2005 | «Черепахи удивительно быстрые пловцы»        | Кудзаку Огитани                      | Сатоси Мики         |
| 2005 | «Письма из Нираи Канаи»                      | Фуки Асато                           | Наото Кумадзава     |
| 2005 | «Мальчик и слоненок Рэнди»                   | Эми Мураками                         | Кавакэ Сюнсаку      |
| 2005 | «Ямато»                                      | Таэко                                | Дзюнъя Сато         |
| 2006 | «Мёд и клевер»                               | Хагуми Ханамото                      | Таката Масахиро     |
| 2006 | «Девушки, танцующие хулу»                    | Кимико Танигава                      | Ли Сан Иль          |
| 2006 | «Железобетон»                                | Сиро (озвучание)                     | Майкл Ариас         |
| 2006 | «Песня радуги»                               | Кана Сато                            | Наото Кумадзава     |
| 2007 | «Знаток муси»                                | Таню                                 | Кацухиро Отомо      |
| 2007 | «Добро пожаловать в тихую комнату»           | Мики                                 | Мацуо Судзуки       |
| 2008 | «Не смейтесь над моей любовью»               | Эн-тян                               | Нами Игути          |
| 2008 | «Послание в завтрашний день»                 | Кадзуко Морибэ                       | Такаси Коидзуми     |
| 2008 | «Девушка за миллион иен»                     | Судзуко Сато                         | Юки Танада          |
| 2008 | «Токио!»                                     | Разносчица пиццы                     | Пон Джун Хо         |
| 2009 | «Хонока Бой»                                 | Каору                                | Ацуси Санада        |
| 2009 | «Икэтян и я»                                 | Икэ-тян (голос)                      | Оока Тосихико       |
| 2010 | «Младший брат»                               | Кохару Токано                        | Ёдзи Ямада          |
| 2010 | «Цветы»                                      | Рин                                  | Норихиро Коидзуми   |
| 2010 | «Дерево, расколотое молнией»                 | Ю                                    | Рюити Хироки        |
| 2010 | «Красная черта»                              | Соноси (озвучание)                   | Такэси Коикэ        |
| 2011 | «Кондитерская Coin de rue»                   | Нацумэ Усуба                         | Ёсихиро Фукагава    |
| 2011 | «Вампир»                                     | Мина                                 | Сюндзи Иваи         |
| 2011 | «Неудачник поневоле»                         | Путешественница                      | Гу Су Ён            |
| 2012 | «Бродяга Кэнсин»                             | Мэгуми Такани                        | Кэйси Оотомо        |
| 2013 | «Токийская семья»                            | Норико Мамия                         | Ёдзи Ямада          |
| 2013 | «Космический пират Харлок»                   | Миме (озвучание)                     | Синдзи Арамаки      |
| 2014 | «Бродяга Кэнсин: Великий киотский пожар»     | Мэгуми Такани                        | Кэйси Оотомо        |
| 2014 | «Бродяга Кэнсин: Последняя легенда»          | Мэгуми Такани                        | Кэйси Оотомо        |
| 2014 | «Восхождение на весну»                       | Ай Такадзава                         | Дайсаку Кимура      |
| 2015 | «Случай с Ханой и Алисой»                    | Тэцуко (Алиса) Арисугава (озвучание) | Сюндзи Иваи         |
| 2015 | «Путешествие к побережью»                    | Томоко                               | Киёси Куросава      |
| 2016 | «За забором»                                 | Тамура Сатоси                        | Нобухиро Ямасита    |
| 2016 | «Японские девушки никогда не умирают»        | Адзуми Харуко                        | Дайго Мацуи         |
| 2016 | «Трудно быть семьёй»                         | Мамия Норико                         | Ёдзи Ямада          |
| 2017 | «Трудно быть семьей-2»                       | Хирата Норико                        | Ёдзи Ямада          |
| 2017 | «Токийский гуль»                             | Ридзэ Камисиро                       | Кэнтаро Хагивара    |
| 2017 | «Смешанный разряд»                           | Ё                                    | Дзюнъити Исикава    |
| 2017 | «Птицы без имён»                             | Товако                               | Кадзуя Сираиси      |
| 2018 | «Трудно быть семьей-3»                       | Хирата Норико                        | Ёдзи Ямада          |
| 2018 | «Тайная жизнь пингвинов»                     | Юрико (озвучание)                    | Ясухиро Исида       |
| 2018 | «Убийство»                                   | Ю                                    | Синъя Цукамото      |
| 2019 | «Миямото»                                    | Накано Ясуко                         | Марико Тэцуя        |
| 2019 | «Долгое прощание»                            | Хигаси Фуми                          | Рёта Накано         |
| 2019 | «Дети моря»                                  | Мама Руки (озвучание)                | Аюму Ватанабэ       |
| 2019 | «Они говорят, что ничто не остается прежним» | Гейша                                | Одагири Джо         |
| 2020 | «Кукла для романтики»                        | Соноко                               | Юки Танада          |
| 2020 | «Бродяга Кенсин: Последняя глава»            | Мэгуми Такани                        | Кэйси Оотомо        |
| 2020 | «Я буду жить сама по себе»                   | Молодая Момоко                       | Сюити Окита         |
| 2020 | «Жена шпиона»                                | Сатоко Фукухара                      | Киёси Куросава      |

## Награды
- 14-я церемония японской Профессиональной кинопремии — «Лучшая актриса» за роль в ленте «Хана и Алиса» (2005)
- 19-я церемония Премии японской газеты NikkanSports — «Лучший дебют» за роль в «Девушках, танцующие хулу» (2006)
- 31-я церемония Кинопремии «Хоти» — «Лучшая актриса» за роль в «Девушках, танцующие хулу» (2006)
- 49-я церемония Премии Blue Ribbon — «Лучшая актриса» за роль в «Девушках, танцующие хулу» (2007)
- 30-я церемония Премии Японской академии — «Лучшая актриса» за роль в «Девушках, танцующие хулу» (2007)
- 80-я церемония Премии Кинэма Дзюмпо — «Лучшая актриса второго плана» за роль в «Девушках, танцующие хулу» (2007)
- 61-я церемония Кино-конкурса Майнити — «Лучшая актриса второго плана» за роль в «Девушках, танцующие хулу» (2007)
- 28-й кинофестиваль в Иокогаме — «Лучшая актриса» за роль в «Девушках, танцующие хулу» (2007)
- 23-я церемония Премии японской газеты NikkanSports — «Лучшая актриса второго плана» за роль в «Младшем брате» (2010)
- 42-я церемония Кинопремии «Хоти» — «Лучшая актриса» за роль в «Птицах без имён» (2017)
- 30-я церемония Премии японской газеты NikkanSports — «Лучшая актриса» за роль в «Птицах без имён» (2017)
- 39-й кинофестиваль в Иокогаме — «Лучшая актриса» за роль в «Птицах без имён» (2018)
- 41-я церемония Премии Японской академии — «Лучшая актриса» за роль в «Птицах без имён» (2018)
- 91-я церемония Премии Кинэма Дзюмпо — «Лучшая актриса» за роль в «Птицах без имён» (2018)
- 12-й кинофестиваль в Осаке — «Лучшая актриса» за роль в «Птицах без имён» (2018)